# Richard Chevolleau
Richard Chevolleau  (* Oktober 1966 in Kingston) ist ein jamaikanisch-kanadischer Schauspieler.

## Leben
Richard Chevolleau wurde in Jamaika geboren, wuchs aber in Toronto auf. Bereits während seiner Schulzeit unternahm er erste schauspielerische Versuche. Nach seinem High-School-Abschluss studierte er Schauspiel bei Paul Bardier nach der von Sanford Meisner entwickelten Schauspieltechnik. Außerdem erhielt er Unterricht am Maggie Bassett Studio.
Ab Ende der 1980er Jahre spielte er erste Rollen in amerikanischen und kanadischen Fernsehserien. Seine erste Rolle hatte er in der Serie Erben des Fluchs. Ab Mitte der 1990er Jahre begann dann seine kontinuierliche Karriere im Fernsehen. Chevolleau übernahm mehrere durchgehende Serienrollen, wiederkehrende Episodenrollen und auch Gastrollen. Er spielte unter anderem in mehreren Episoden der Serien Soulfood, Street Time, Intelligence und in der zweiteiligen Mini-Serie Guns – Der Preis der Gewalt. Außerdem hatte er eine Episodenrolle in der US-Serie Monk.
Besondere Bekanntheit erlangte Chevolleau mit seiner Rolle als Augur in Earth: Final Conflict, die er in insgesamt 70 Episoden der Serie von 1997 bis 2001 darstellte. 2001 hatte er nochmals zwei Gastauftritte in der Serie, wieder als Augur, nachdem er zuvor als Mitglied der festen Besetzung ausgeschieden war.
Er gewann 2004 einen Gemini Award, das kanadische Äquivalent des Emmy, für seinen Auftritt in der Fernsehserie The Eleventh Hour.
Chevolleau hat zwei Töchter, Skye und Asya.

## Filmografie
- 1989: Erben des Fluchs (Friday the 13th)
- 1989: My Secret Identity
- 1990: Katts und Dog
- 1992: Beyond Reality
- 1993: Blood Brothers
- 1993: A Variation on the Key 2 Life (Kurzfilm)
- 1993: X-Rated
- 1993: Save My Lost Nigga Soul (Kurzfilm)
- 1993: Counterstrike
- 1993: Indian Summer
- 1993: The Hidden Room
- 1994: Tek War – Krieger der Zukunft (TekWar)
- 1994: TekWar: TekLords
- 1997: The Wrong Guy
- 1997: Der Planet des Patrick Brown (The Planet of Junior Brown)
- 1998 bis 1999: Due South
- 1998: Gejagt und in Ketten gelegt (Dogboys)
- 1998: The Wall
- 2002:  Monk
- 2002 bis 2003: Street Time
- 2005: Booth
- 2005: This is Wonderland
- 2005: Vier Brüder (Four Brothers)
- 2005: Lie with Me – Liebe mich (Lie with Me)
- 2007: Talk to Me
- 2007: Intelligence
- 2009: Burning Mussolini
- 2009: Guns – Der Preis der Gewalt (Guns)
- 2011: Lost Girl (Fernsehserie, 1 Folge)
- 2012: Saving Hope (Fernsehserie, 1 Folge)
- 2012: Republic of Doyle – Einsatz für zwei (Republic of Doyle, Fernsehserie, 1 Folge)
- 2013: Hannibal (Fernsehserie, 1 Folge)
- 2014–2015: Rookie Blue (Fernsehserie, 5 Folgen)
- 2015–2017: 19-2 (Fernsehserie, 11 Folgen)
- 2018: The Detail (Fernsehserie, 1 Folge)
- 2019: Jett (Fernsehserie, 2 Folgen)
- 2019: Killjoys (Fernsehserie, 4 Folgen)
- 2021: Murdoch Mysteries (Fernsehserie, 1 Folge)
- 2021: Private Eyes (Fernsehserie, 1 Folge)